# Tephrocactus
Tephrocactus és un gènere de plantes fanerògames que pertany a la família de les cactàcies (Cactaceae).
Tephrocactus és un gènere de plantes de la família dels cactus (Cactaceae). El nom botànic del gènere deriva de la paraula grega tephra per a "cendra", fent referència als brots de color cendra d'algunes espècies.
El nom botànic del gènere deriva de la paraula grega tephra per a "cendra", fent referència als brots de color cendra d'algunes espècies.

## Descripció
Són espècies petites i atapeïdes del gènere Tephrocactus ques se ramifiquen a la part superior del brot o just abans, de manera que els brots es troben en files. verticals. Les arrels són fibroses. Les seccions dels brots són cilíndriques o per contra ovoides i notablement estructurades. Les seves fulles petites i cilíndriques cauen aviat. Les arèoles tenen pèls, gloquidis i espines. Estan enfonsats en cavitats esfèriques o amb forma de pera que només tenen una petita obertura.
Les flors terminals i ben obertes són blanques, de color blanc rosat, grocs o vermells. S'obren durant el dia.
Els fruits secs i esquinçats estan coberts de gloquidis i, poques vegades, d'algunes espines. Les llavors de diferents mides són de color blanc groguenc a marró i estan comprimides lateralment.

## Taxonomia
El gènere va ser descrit per Charles Lemaire i publicat a Les Cactées 88, a l'any 1868. L'espècie tipus és: Tephrocactus diadematus (Lem.) Lem.
Etimologia
Tephrocactus: nom genèric que deriva de les paraules gregues: tephra, "cendre", que fa referència al color de la planta) i cactus per la família.

## Espècies
Espècies acceptades per la Royal Botanic Garden Kew:
- Tephrocactus abditus D.J.Ferguson & Janeba
- Tephrocactus alexanderi (Britton & Rose) Backeb.
- Tephrocactus aoracanthus (Lem.) Lem.
- Tephrocactus articulatus (Pfeiff.) Backeb.
- Tephrocactus aulacothele (F.A.C.Weber) R.Kiesling & Oakley
- Tephrocactus bonnieae (D.J.Ferguson & R.Kiesling) Stuppy
- Tephrocactus molinensis (Speg.) Backeb.
- Tephrocactus nigrispinus (K.Schum.) Backeb.
- Tephrocactus recurvatus (Gilmer & H.P.Thomas) D.R.Hunt & Ritz
- Tephrocactus verschaffeltii (Cels ex F.A.C.Weber) D.R.Hunt & Ritz